# Christopher Kas
Pour les articles homonymes, voir Kas.
Christopher Kas, né le 13 juin 1980 à Trostberg, est un joueur de tennis allemand professionnel. Professionnel de 2001 à 2014, il a remporté 5 titres en double sur le circuit ATP

## Carrière
Spécialiste de double, il a remporté cinq titres et atteint quinze autres finales sur le circuit ATP.
Son meilleur classement en double est une 17e place mondiale en février 2012.
Il a joué avec de nombreux partenaires, dont Philipp Kohlschreiber, Alexander Peya et Rogier Wassen.
Son meilleur résultat en Grand Chelem est une demi-finale en double au tournoi de Wimbledon 2011 avec l'Autrichien Alexander Peya.
Il a joué en Coupe Davis avec l'équipe d'Allemagne, notamment lors du quart de finale de l'édition 2011 face à la France.

## Parcours dans les tournois duGrand Chelem

### En simple
N'a jamais participé à un tableau final.

### En double
| Année | Open d'Australie              | Open d'Australie       | Internationaux de France       | Internationaux de France | Wimbledon                  | Wimbledon             | US Open                       | US Open                     |
| ----- | ----------------------------- | ---------------------- | ------------------------------ | ------------------------ | -------------------------- | --------------------- | ----------------------------- | --------------------------- |
| 2006  | —                             | —                      | 1er tour (1/32) P. Petzschner  | L. Dlouhý P. Vízner      | 1er tour (1/32) F. Mayer   | A. Peya B. Phau       | 2e tour (1/16) P. Petzschner  | M. Fyrstenberg M. Matkowski |
| 2007  | 1er tour (1/32) P. Petzschner | L. Dlouhý P. Vízner    | 1er tour (1/32) T. Behrend     | M. Knowles D. Nestor     | 1/8 de finale A. Peya      | M. Melo A. Sá         | 1er tour (1/32) A. Peya       | M. Kohlmann R. Schüttler    |
| 2008  | 1/8 de finale R. Wassen       | D. Nestor N. Zimonjić  | 2e tour (1/16) R. Wassen       | J. Isner S. Querrey      | 1/8 de finale R. Wassen    | A. Peya P. Petzschner | 1/4 de finale P. Petzschner   | B. Bryan M. Bryan           |
| 2009  | 2e tour (1/16) R. Wassen      | C. Ball C. Guccione    | 1/8 de finale R. Wassen        | D. Nestor N. Zimonjić    | 1/8 de finale V. Troicki   | Ł. Kubot O. Marach    | 1er tour (1/32) P. Petzschner | M. Granollers T. Robredo    |
| 2010  | 1er tour (1/32) D. Norman     | I. Karlović D. Vemić   | 1er tour (1/32) M. Chiudinelli | C. Fleming K. Skupski    | 1er tour (1/32) V. Troicki | T. de Bakker R. Haase | 1/8 de finale J. Chardy       | M. Fyrstenberg M. Matkowski |
| 2011  | 1er tour (1/32) F. Čermák     | C. Berlocq P. Riba     | 1/8 de finale A. Peya          | M. Mirnyi D. Nestor      | 1/2 finale A. Peya         | R. Lindstedt H. Tecău | 1er tour (1/32) A. Peya       | P. Hanley D. Norman         |
| 2012  | 1/4 de finale S. González     | M. Mirnyi D. Nestor    | 2e tour (1/16) S. González     | O. Marach H. Zeballos    | 2e tour (1/16) S. González | S. Darcis O. Rochus   | 1er tour (1/32) D. Brown      | L. Paes R. Štěpánek         |
| 2013  | 1er tour (1/32) D. Brown      | M. Granollers M. López | 1/8 de finale O. Marach        | B. Bryan M. Bryan        | —                          | —                     | 2e tour (1/16) O. Marach      | A. Peya B. Soares           |
| 2014  | 2e tour (1/16) R. Haase       | B. Bryan M. Bryan      | 1er tour (1/32) M. Emmrich     | B. Bryan M. Bryan        | 1er tour (1/32) M. Emmrich | J. Knowle M. Melo     | —                             | —                           |

N.B. : le nom du ou de la partenaire se trouve sous le résultat ; le nom des ultimes adversaires se trouve à droite.

### En double mixte
| Année | Open d'Australie      | Open d'Australie     | Internationaux de France | Internationaux de France    | Wimbledon                   | Wimbledon                   | US Open               | US Open                  |
| ----- | --------------------- | -------------------- | ------------------------ | --------------------------- | --------------------------- | --------------------------- | --------------------- | ------------------------ |
| 2008  |                       |                      |                          |                             |                             |                             | 1er tour T. Poutchek  | V. Razzano Rogier Wassen |
| 2009  |                       |                      |                          |                             | 3e tour (1/8) Chuang C-J.   | Hsieh Su-Wei Kevin Ullyett  | 1er tour Chuang C-J.  | M. J. Martínez André Sá  |
| 2010  |                       |                      |                          |                             | 1er tour (1/32) Vania King  | Sarah Borwell Colin Fleming | -                     | -                        |
| 2011  | -                     | -                    | -                        | -                           | 1er tour (1/32) Chuang C-J. | C. Dellacqua Scott Lipsky   | 1er tour A. Rodionova | Liezel Huber Bob Bryan   |
| 2012  | 1er tour A. Rodionova | Y. Shvedova Andy Ram | 1er tour A. Rodionova    | K. Srebotnik Nenad Zimonjić | -                           | -                           | -                     | -                        |

N.B. : le nom de la partenaire se trouve sous le résultat ; le nom des ultimes adversaires se trouve à droite.